# Богдановка (Долинская городская община)
Богда́новка (укр. Богданівка) — село в Долинской городской общине Кропивницкого района Кировоградской области Украины.
До 2020 года входило в состав Долинского района
Население по переписи 2001 года составляло 515 человек. Почтовый индекс — 28543. Телефонный код — 5234. Занимает площадь 1,062 км². Код КОАТУУ — 3521980701.